# Рудинський Геннадій Васильович
Геннадій Васильович Рудинський (нар. 1921, Українська РСР) — радянський футболіст, захисник, по завершенні кар'єри — тренер.

## Кар'єра гравця
На аматорському рівні виступав за кіровоградську «Зірку». У 1953 році завоював Кубок УРСР серед КФК.

## Кар'єра тренера
По завершенні кар'єри гравця розпочав тренерську діяльність. У 1958 році очолив аматорський колектив «Авангард» (Крюків). З 1964 по 1965 рік допомагав тренувати кременчуцьке «Дніпро». У 1966 році очолив рідну «Зірку», а потім допомагав тренувати кіровоградський клуб. З 1970 по 1972 рік працював начальником команди «Зірка» (Кіровоград).

## Досягнення

### Як гравця
«Зірка» (Кіровоград)
- Кубок УРСР серед КФК
  -  Володар (1): 1953